# Harper's Weekly

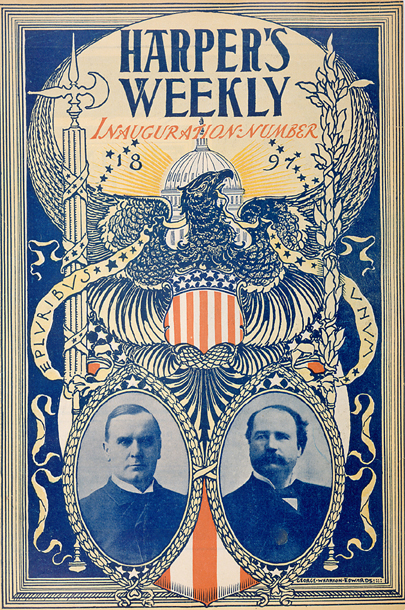
Omslag uit 1897: inauguratie-nummer met de afbeeldingen van de nieuwe president William McKinley en vice-president Garret Hobart

Harper's Weekly was een Amerikaans geïllustreerd weekblad dat in zijn oorspronkelijke vorm werd gepubliceerd van 1857 tot 1916. Het blad bevatte politiek nieuws, binnen- en buitenlandreportages, essays, literaire werken, humor en politieke spotprenten. Met name de berichtgeving over de Amerikaanse Burgeroorlog, voorzien van illustraties van onder anderen Winslow Homer, bezorgde het blad een ruime oplage. Ook de vele illustraties van de invloedrijke politiek cartoonist Thomas Nast droegen bij aan het succes.

## Voorgeschiedenis
De New Yorkse gebroeders Harper begonnen in 1825 hun uitgeversmaatschappij. In navolging van het succesvolle Britse blad The Illustrated London News, de eerste geïllustreerde krant ter wereld, begonnen zij in 1850 met de uitgave van het maandblad Harper's Monthly. Dit blad richtte zich naast politiek met name op de publicatie van literaire werken van bekende schrijvers als Charles Dickens, William Makepeace Thackeray, Thomas Hardy, Jack London en Mark Twain. Al spoedig bleek hiervoor genoeg belangstelling om in dit genre een weekblad te beginnen. De eerste uitgave van Harper's Weekly verscheen in New York in 1857. Andere uitgaven van de uitgeverij waren overigens het modetijdschrift Harper's Bazaar, gestart in 1867, en een tijdschrift voor de jeugd, Harper's Young People, dat verscheen tussen 1879 en 1899.
Harper's Weekly beleefde al snel grote populariteit, niet in het minst vanwege de illustraties en de goede kwaliteit op het gebied van drukwerk en inhoud. De oplage bedroeg rond 1861 rond de 120.000 exemplaren en was daarmee een van de meest gelezen bladen uit de periode van de Burgeroorlog. Ook politiek gezien had het veel invloed. Zo droeg het door de politieke stellingname en in grote mate ook door de cartoons van Nast bij aan de (her)verkiezing van enkele presidentskandidaten, zowel van Republikeinse (zie ill.) als Democratische huize.
Het laatste nummer van het blad verscheen op 13 mei 1916, waarna het opging in het in New York en later in Boston gepubliceerde weekblad 'The Independent', dat op zijn beurt in 1928 fuseerde met het weekblad 'The Outlook'.